# ديفيد مونتويا
ديفيد مونتويا (بالإسبانية: David Montoya)‏ (14 فبراير 1978 بميديلين في كولومبيا - ) هو لاعب كرة قدم كولومبي في مركز الوسط. شارك مع منتخب كولومبيا لكرة القدم. أما مع النوادي، فقد لعب مع إنديبندينتي ميديلين وإنديبنديينتي سانتا في وديبورتيفو باستو وليغا دي كيتو وديبورتيفو لارا وزاكاتيبيك.

## وصلات خارجية
- ديفيد مونتويا على موقع قاعدة بيانات كرة القدم.إي يو (الإنجليزية)
- ديفيد مونتويا على موقع ناشيونال فوتبول تيمز (الإنجليزية)
- ديفيد مونتويا على موقع Soccerway.com (الإنجليزية)
- ديفيد مونتويا على موقع عالم كرة القدم.نت (الإنجليزية)